# Ňingthri

Mapa TAO s vyznačenou prefekturou Ňingthri

Ňingthri, plným názvem Prefektura Ňingthri (tibetsky: ཉིང་ཁྲི་ས་ཁུལ་; Wylie: nying-khri sa khul; čínsky: 林芝地区; Pchin-jin: Línzhī Dìqū)), je prefektura v Tibetu v Čínské lidové republice. Má rozlohu přibližně 116 000 km² včetně sporných území, která jsou pod kontrolou Indie.

## Geografie
Ňingthri je v Tibetu známé svojí přírodou. Tibeťané říkají, že v jeden moment lze vidět 4 roční období – zasněžené vrcholky hor, zlaté stromy a rozkvetlá údolí se zelenými pastvinami. Číňané Ňingtrhi přezdívají „Švýcarsko východu“. Krajem protéká řeka Jarlung Canpo, která tvoří Jarlunský velký kaňon. Se svojí délkou přes 500 km je jedním z nejdelších na světě. Nejvyšší vrcholky okolních hor dosahují výšky přes 7700 metrů, zatímco řeka teče v nadmořské výšce pouhých 1500 metrů. Tím je Jarlungský velký kaňon nejhlubší na světě.

## Fauna a flóra
Prefekturu pokrývají rozsáhlé lesy, nejvyšší stromy dosahují výšky až 80 metrů. Díky nižší nadmořské výšce v údolích okolo řeky Jarlung Canpo zde žije množství zvířat, např. tygr indický, levhart, medvěd, antilopa, panda červená a další.
Roste zde přes 2000 druhů vysokohorských rostlin, např. množství bylin užívaných v lékařství, rýže, arašídy, jabloně, pomerančovníky, banánovníky, citrony, broskve, hrušky, ořechy a další.

## Administrativní členění
Ňingthri se skládá ze 7 okresů, dohromady o rozloze přibližně 116 000 km², přičemž většinu území okresů Dzajül a Metog fakticky kontroluje Indie.
| # | název okresu | tibetsky       | Wylie                    | čínsky     | pchin-jin          | obyvatelstvo (2010) | rozloha (km²) |
| - | ------------ | -------------- | ------------------------ | ---------- | ------------------ | ------------------- | ------------- |
| 1 | Drakjib      | བྲག་ཡིབ་གྲོང་ཆུས།   | brgyad gcig chus         | 巴宜区     | Bāyí Qū            | 54,702              | 8,536         |
| 2 | Kongpo Gjada | ཀོང་པོ་རྒྱ་མདའ་རྫོང་ | kong po rgya mda' rdzong | 工布江达县 | Gōngbùjiāngdá Xiàn | 29,929              | 12,960        |
| 3 | Mänling      | སྨན་གླིང་རྫོང་      | sman gling rdzong        | 米林县     | Mǐlín Xiàn         | 22,834              | 9,507         |
| 4 | Metog        | མེ་ཏོག་རྫོང་       | me tog rdzong            | 墨脱县     | Mòtuō Xiàn         | 10,963              | 31,394        |
| 5 | Pomë         | སྤོ་མེས་རྫོང་       | spo mes rdzong           | 波密县     | Bōmì Xiàn          | 33,480              | 16,770        |
| 6 | Dzajül       | རྫ་ཡུལ་རྫོང་       | rdza yul rdzong          | 察隅县     | Cháyú Xiàn         | 27,255              | 31,305        |
| 7 | Nang         | སྣང་རྫོང་         | snang rdzong             | 朗县       | Lǎng Xiàn          | 15,946              | 4,114         |